# Bezwzględna przyczyna odwoławcza
Bezwzględna przyczyna odwoławcza definiowana jest w literaturze prawniczej jako uchybienie, które wywołuje następstwa procesowe zawsze, bez względu na to, czy było treścią zarzutu strony.
Polski Kodeks postępowania karnego z 1997 roku stanowi, że bezwzględne przyczyny odwoławcze zachodzą, jeżeli:

1) w wydaniu orzeczenia brała udział osoba nieuprawniona lub niezdolna do orzekania bądź podlegająca wyłączeniu na podstawie art. 40,

2) sąd był nienależycie obsadzony lub którykolwiek z jego członków nie był obecny na całej rozprawie,

3) sąd powszechny orzekł w sprawie należącej do właściwości sądu szczególnego albo sąd szczególny orzekł w sprawie należącej do właściwości sądu powszechnego,

4) sąd niższego rzędu orzekł w sprawie należącej do właściwości sądu wyższego rzędu,

5) orzeczono karę, środek karny, środek kompensacyjny lub środek zabezpieczający nieznane ustawie,

6) zapadło z naruszeniem zasady większości głosów lub nie zostało podpisane przez którąkolwiek z osób biorących udział w jego wydaniu,

7) zachodzi sprzeczność w treści orzeczenia, uniemożliwiająca jego wykonanie,

8) zostało wydane pomimo to, że postępowanie karne co do tego samego czynu tej samej osoby zostało już prawomocnie zakończone,

9) zachodzi jedna z okoliczności wyłączających postępowanie, określonych w art. 17 § 1 pkt 5, 6 i 8-11,

10) oskarżony w postępowaniu sądowym nie miał obrońcy w wypadkach określonych w art. 79 § 1 i 2 oraz art. 80 lub obrońca nie brał udziału w czynnościach, w których jego udział był obowiązkowy,

11) sprawę rozpoznano podczas nieobecności oskarżonego, którego obecność była obowiązkowa.

Tylko na korzyść oskarżonego, a więc z zakazem reformationis in peius, można uchylić wyrok z bezwzględnych przyczyn odwoławczych wskazanych w pkt 9–11.
Bezwzględną przyczyną odwoławczą jest także rażąca niesprawiedliwość.

Jeżeli utrzymanie orzeczenia w mocy byłoby rażąco niesprawiedliwe, podlega ono zmianie na korzyść oskarżonego albo uchyleniu niezależnie od granic zaskarżenia i podniesionych zarzutów.

Inną jest błędna kwalifikacja prawna, którą sąd odwoławczy poprawia, jednak bez dokonywania zmian w ustaleniach faktycznych. Jeżeli wniesiono środek odwoławczy na niekorzyść oskarżonego, nie obowiązuje zakaz reformationis in peius. Zastrzeżenia tego nie uwzględniał kodeks postępowania karnego z 1969 roku.